# 多夫傑 (季斯梅尼齊亞區)
49°2′4″N 24°55′16″E / 49.03444°N 24.92111°E
多夫傑（烏克蘭語：Довге），是烏克蘭西部的村莊，隸屬伊萬諾-弗蘭科夫斯克州的伊萬諾-弗蘭科夫斯克區。該村始建於1437年，面積10.9平方公里，2001年人口779，人口密度每平方公里71.7人。